# Беро фон Хюрнхайм
Беро фон Хюрнхайм (на немски: Bero von Hürnheim; † 1512) е благородник от значимия стар швабски род Хюрнхайм/Хирнхайм в Хюрнхайм, днес част от Едерхайм в район Донау-Рис в Бавария.
Той е син (от 18 деца) на Еберхард фон Хюрнхайм († 1483) и първата му съпруга Анна фон Рехберг/Хоенрехберг, дъщеря на рицар Беро I фон Рехберг († 1462) и Барбара фон Ротенбург († 1462). Внук е на рицар Валтер фон Хюрнхайм-Хохалтинген († сл. 1456) и Анна фон Хиршорн. Правнук е на Вилхелм фон Хюрнхайм-Хохалтинген († пр. 1397) и Ита фон Геролдсек († сл. 1429)
Синовете му се записват през 1514 г. да следват в университета в Болоня. Родът Хирнхайм измира през 1679 г.

## Фамилия
Беро фон Хюрнхайм се жени заза Агнес фон Ехинген, дъщеря на дипломата рицар Георг фон Ехинген (1428 – 1508). Те имат петнадесет деца:
- Йохан Себастиан фон Хюрнхайм († 31 май 1555), съдия в Шпайер, женен за Мария Антония Якобеа фон Нойхаузен († 18 август 1582)
- Георг фон Хюрнхайм († сл. 1518/1537), църковен декан в Елванген
- Еберхард II фон Хюрнхайм (* 1494; † 4/5 юли 1560), княжески епископ на Айхщет (1552 – 1560)
- Рудолф фон Хюрнхайм († сл. 3 март 1561), женен за Анна фон Папенхайм († 1555)
- Валтер фон Хюрнхайм († сл. 1564), женен за Кордула фом Щайн
- дъщеря фон Хюрнхайм, омъжена за Айтелханс фон Елербах
- Клара Анна фон Хюрнхайм
- Мария фон Хюрнхайм
- Агнес фон Хюрнхайм
- Анна фон Хюрнхайм
- Конрад фон Хюрнхайм
- Хиеронимус фон Хюрнхайм († сл. 1530)
- Катарина фон Хюрнхайм
- Беро фон Хюрнхайм
- Барбара фон Хюрнхайм